# Championnats d'Asie de boxe amateur 2022
Navigation
Édition précédente
La 32e édition des championnats d'Asie de boxe amateur s'est déroulée à Amman, Jordanie, du 1er au 12 novembre 2022.

## Résultats

### Podiums hommes
| Catégories                    | Or                    | Argent                   | Bronze                                             |
| Poids mi-mouches (-48 kg)     | Sanzhar Tashkenbay    | Kazuma Aratake           | Govind Kumar Sahani Zohaib Rasheed                 |
| Poids mouches (-51 kg)        | Hasanboy Dusmatov     | Saken Bibossinov         | Tomoya Tsuboi Kharkhüügiin Enkhmandakh             |
| Poids coqs (-54 kg)           | Carlo Paalam          | Makhmud Sabyrkhan        | Sanzhai Seidekmatov Shakhzod Muzafarov             |
| Poids plumes (-57 kg)         | Abdumalik Khalokov    | Serik Temirzhanov        | Gantömöriin Lundaa Mohammad Hussamuddin            |
| Poids légers (-60 kg)         | Mohammad Abu-Jajeh    | Bayarkhüügiin Buyandalai | Samatali Toltayev Adkhamjon Mukhiddinov            |
| Poids super-légers (-63,5 kg) | Ruslan Abdullaev      | Shiva Thapa              | Lai Chu-en Bakhodur Usmonov                        |
| Poids welters (-67 kg)        | Bunjong Sinsiri       | Dulat Bekbauov           | Baatarsükhiin Chinzorig Asadkhuja Muydinkhujaev    |
| Poids super-welters (-71 kg)  | Aslanbek Shymbergenov | Zeyad Ishaish            | Otgonbaataryn Byamba-Erdene Nuradin Rustambek Uulu |
| Poids moyens (-75 kg)         | Saidjamshid Jafarov   | Nurkanat Raiys           | Sumit Kundu Shahin Mousavi                         |
| Poids mi-lourds (-80 kg)      | Hussein Ishaish       | Odiljon Aslonov          | Nurbek Oralbay Omurbek Bekzhigit Uulu              |
| Poids lourds-légers (-86 kg)  | Jakkapong Yomkhot     | Odai Al-Hindawi          | Erkin Adylbek Uulu Sagyndyk Togambay               |
| Poids lourds (-92 kg)         | Aibek Oralbay         | Madiyar Saydrakhimov     | Toufan Sharifi Ahmad Teimat                        |
| Poids super-lourds (+92 kg)   | Lazizbek Mullojonov   | Kamshybek Kunkabayev     | Narender Berwal Muhammad Abroridinov               |

### Podiums femmes
| Catégories                   | Or                  | Argent                    | Bronze                                      |
| Poids pailles (-48 kg)       | Alua Balkibekova    | Hikaru Kato               | Modèle:TDK-d Farzona Fozilova Bak Cho-rong  |
| Poids mi-mouches (-50 kg)    | Nguyễn Thị Tâm      | Tsukimi Namiki            | Kang Do-yeon Nazym Kyzaibay                 |
| Poids mouches (-52 kg)       | Rinka Kinoshita     | Minakshi                  | Zhazira Urakbayeva Lutsaikhany Altantsetseg |
| Poids coqs (-54 kg)          | Zhaina Shekerbekova | Jutamas Jitpong           | Huang Hsiao-wen Oyuntsetsegiin Yesügen      |
| Poids plumes (-57 kg)        | Karina Ibragimova   | Sena Irie                 | Nesthy Petecio Preeti Dahiya                |
| Poids légers (-60 kg)        | Oh Yeon-ji          | Tögsjargalyn Nomin-Erdene | Wu Shih-yi Porntip Buapa                    |
| Poids super-légers (-63 kg)  | Parveen Hooda       | Mai Kito                  | Uranbilegiin Shinetsetseg Jeong Hae-deun    |
| Poids welters (-66 kg)       | Navbakhor Khamidova | Choi Hong-eun             | Ankushita Boro Madina Nurshayeva            |
| Poids super-welters (-70 kg) | Chen Nien-chin      | Baison Manikon            | Dariga Shakimova Enkhbaataryn Erdenetuya    |
| Poids moyens (-75 kg)        | Lovlina Borgohain   | Sokhiba Ruzmetova         | Hergie Bacyadan Seong Su-yeon               |
| Poids mi-lourds (-81 kg)     | Saweety Boora       | Gulsaya Yerzhan           | Lina Jaber Nguyễn Thị Hương                 |
| Poids lourds (+81 kg)        | Alfiya Pathan       | Islam Husaili             | Lazzat Kungeibayeva                         |

### Tableau des médailles
| Place | Pays              | Médaille d'or, Asie | Médaille d'argent, Asie | Médaille de bronze, Asie | Total |
| ----- | ----------------- | ------------------- | ----------------------- | ------------------------ | ----- |
| 1     | Kazakhstan        | 6                   | 7                       | 8                        | 21    |
| 2     | Ouzbékistan       | 6                   | 3                       | 3                        | 12    |
| 3     | Inde              | 4                   | 2                       | 6                        | 12    |
| 4     | Jordanie          | 2                   | 3                       | 2                        | 7     |
| 5     | Thaïlande         | 2                   | 2                       | 1                        | 5     |
| 6     | Japon             | 1                   | 5                       | 1                        | 7     |
| 7     | Corée du Sud      | 1                   | 1                       | 4                        | 6     |
| 8     | Taipei chinois    | 1                   | 0                       | 3                        | 4     |
| 9     | Philippines       | 1                   | 0                       | 2                        | 3     |
| 10    | Viêt Nam          | 1                   | 0                       | 1                        | 2     |
| 11    | Mongolie          | 0                   | 2                       | 8                        | 10    |
| 12    | Kirghizistan      | 0                   | 0                       | 4                        | 4     |
| 13    | Tadjikistan       | 0                   | 0                       | 3                        | 3     |
| 14    | Iran              | 0                   | 0                       | 2                        | 2     |
| 15    | Pakistan          | 0                   | 0                       | 1                        | 1     |
| Total | 15 pays médaillés | 25                  | 25                      | 49                       | 99    |